# Bettina Hoy
Bettina Hoy (Rheine, 7 november 1962) is een Duits amazone gespecialiseerd in eventing. Hoy nam onder haar eigen naam Overesch deel aan de Olympische Zomerspelen 1984 en won hier met de West-Duitse eventingploeg de bronzen medaille. Tien jaar later tijdens de Wereldruiterspelen 1994 won Hoy de bronzen medaille wederom in de landenwedstrijd. Tijdens de Olympische Zomerspelen 2004 kreeg Hoy zowel de gouden medaille individueel als in de landenwedstrijd omgehangen, hiermee was de eerste vrouw die de individuele eventingwedstrijd won. Maar het Hof van Arbitrage voor Sport wees een aantal dagen na afloop van de wedstrijd een protest van de Britten, Fransen en Amerikanen toe omdat Hoy tweemaal de startstreep was gepasseerd en hiervoor twaalf strafpunten zou moeten krijgen. Door de twaalf toegekende strafpunten zakte ze individueel naar de negende plaats en met de Duitse ploeg naar de vierde plaats. Twee jaar later werd Hoy wereldkampioen in de landenwedstrijd in Aken.
Hoy was getrouwd met de Australiër olympisch kampioen eventing Andrew Hoy.

## Resultaten
- Olympische Zomerspelen 1984 in Los Angeles 14e landenwedstrijd eventing met Peacetime
- Olympische Zomerspelen 1984 in Los Angeles  landenwedstrijd eventing met Peacetime
- Wereldruiterspelen 1994 in Den Haag 7 individueel eventing met Watermill Stream
- Wereldruiterspelen 1994 in Den Haag  landenwedstrijd eventing met Watermill Stream
- Olympische Zomerspelen 1996 in Atlanta 9e landenwedstrijd eventing met Watermill Stream
- Wereldruiterspelen 1998 in Rome uitgeschakeld individueel eventing met Watermill Stream
- Wereldruiterspelen 2002 in Jerez de la Frontera opgave individueel eventing met Woodsides Ashby
- Wereldruiterspelen 2002 in Jerez de la Frontera 13e landenwedstrijd eventing met Woodsides Ashby
- Olympische Zomerspelen 2004 in Athene 9e individueel eventing met Ringwood Cockatoo
- Olympische Zomerspelen 2004 in Athene 4e landenwedstrijd eventing met Ringwood Cockatoo
- Wereldruiterspelen 2006 in Aken 6e individueel eventing met Ringwood Cockatoo
- Wereldruiterspelen 2006 in Aken  landenwedstrijd eventing met Ringwood Cockatoo

- Gemeinsame Normdatei: 120806703
- International Standard Name Identifier: 0000 0000 1215 8973
- Virtual International Authority File: 50066040
- WorldCat: E39PBJhRFKxVQdHMrGqXrTDDv3